# Црквенословенизам
Црквенословенизми су речи преузете из било које од редакција старословенског (други назив црквенословенски, јер је то и данас православни литургијски језик) и прилагођене језику, најчешће оном чија је редакција. У случају српског језика, речи које се сматрају за црквенословенизме најчешће су преузимане из српскословенског и рускословенског. Већином су у вези са вером, али има и осталих примера.
Они чине саставни део српске лексике, а деле се на три врсте: црквенословенизме српскословенског карактера (општи, мошти, васиона, Васкрс), црквенословенизме рускословенског карактера (двери, чест/част, љубовник, праведан, нишчи) и речи оба ова карактера (бденије, јављеније, приказаније, моленије). У граматици, творби речи прецизније, предмет је проучавања стапање -није и -ње, -тје у -ће и остале гласовне промене или пак именице са суфиксом -тељ (спаситељ, учитељ).

## Историја
Прво дело преведено за Словене била је Библија, и то на старословенски, језик који су Ћирило и Методије преузели од македонских Словена. Временом, овај језик некада близак свим Словенима, одаљио се, јер се он, као књижевни језик, није развијао, док говорни и те како јесте. Он је зато остао само језик књиге, као латински у западној Европи.
То се одразило и на преписивање црквених књига — сваки преписивач је у преписке уносио неке фонетске, морфолошке и лексичке особености језика којим је говорио. Такво прилагођавање довело је до стварања редакција или рецензија старословенског (такође називан и староцрквенословенски) — српске, хрватске, руске, чешке, бугарске, словеначке и других — чиме су настали нови, црквенословенски језици. Са хришћанством, Срби су добили и своју рецензију — српскословенски језик.
Сва дела, као на пример Душанов законик, писана су овим језиком, па се јавио и обратни утицај. Више није само народни језик утицао на српскословенски, већ и књижевни на народни. Након Великих сеоба Срба током 17. и 18. века, а ради спречавања покатоличења српског народа на тлу Аустрије, Срби су потражили помоћ православне Русије. Тада су пристигли Максим Суворов и Емануил Козачински, који су потиснули српскословенски и у употребу увели рускословенски језик.
Пре но што је грађанска класа у деветнаестом веку (Вук Стефановић Караџић, Доситеј Обрадовић, Аврам Мразовић, Сава Мркаљ) извојевала употребу народног језика, на српски је утицај извршио и по правилима баба Смиљане писан славеносрпски језик, руска редакција са српским народним примесама. Сви ови језици извор су бројних црквенословенизама.

## Утицај
Удео црквенословенизама у савременој руској лексици креће се од најмање 50% (А. А. Шахматов) до приближно 66,66% (Л. В. Шчерба), што је пружило повод Б. О. Унбегауну да руски књижевни језик дефинише као русификовани црквенословенски језик. Ситуација са српским језиком је различита — утицај је мањи. Међутим, увидевши да није могуће избећи употребу ових речи, Вук је 1816. рекао да славенски језик остаје источник обогашченија серпском језику, као и росијском.
Такав став је оправдаван тиме што је, приликом превођења Новог завета, Караџић морао да задржи или посрби приближно двеста црквенословенских речи, јер у народном језику за њих није постојао еквивалент. Иста ситуација се догодила приликом писања Писменице српског језика (будуште време, винителни, дјејствителни глаголи, име суштествително, именителни, мјестоименије, падеж, правописаније, причастије, слитна, сујуз, точка) и Српског рјечника (мошти, општи, општина, свештеник, васкрснути, Ваведеније, Васкрс, васкрсеније, Богојављеније, бденије, моленије, поученије, приказаније, спасеније).
Црквенославизми су имали значајну улогу у формирању хрвастког језика заснованог на чакавском наречју.

## Употреба
Постоји више начина на који су старословенске речи пристизале у народни језик. Могле су доћи у оригиналу или делимично измењене. Неке су чак касније замењене народним речима или другим позајмљеницама и избачене из употребе.
Неки црквенословенски термини задржани су у оригиналу — општи, општина, падеж, свештеник. Сугласничка група шт у српском, бугарском, македонском (староћириличко слово Щщ), пак је у другим редакцијама попримила друге облике, па се у руском, украјинском и русинском изговара као шч (опшчи, свјашченик), а хрватском ћ (опћина, свећеник). Ипак, ни у овоме није било доследности, па се у српском каже будући, не будушти (у Писменици српског језика будуште време).
Речи са за старословенски карактеристичним наставком -није јотоване су у -ње — Ваведење, правописање, васкрсење, Богојављење, бдење, мољење, поучење, приказање, спасење. Карактеристичан наставак, суфикс је и -тељ (учитељ, спаситељ), као и -ће (распеће). Понеки црквенославенизам је и пре увода у народни језик имао свој назив. Прави пример за то је Ускрс, делимично народни назив равноправан са Васкрсом (стсл. въскръс).
Многе речи, посебно оне из граматике, нису заживеле, па су их замениле нове позајмљенице, док су неке замењене новонасталим српским речима. Пример за нове позајмљенице су називи падежа (сама реч стсл. падеж је задржана) — именителни (номинатив), родителни (генитив), дателни (датив), винителни (акузатив), звателни (вокатив), творителни (инструментал), предложни (локатив). Пример за замену новим српским речима су називи врста речи — име суштествително (именица), сујуз (везник), мјестоименије (заменица), частица (речца), междометије (узвик) и други.